# باشگاه فوتبال دورکینگ واندررز
باشگاه فوتبال دورکینگ واندررز (به انگلیسی: Dorking Wanderers Football Club) یک باشگاه فوتبال در شهر دورکینگ، کشور انگلستان است که در سال ۱۹۹۹ میلادی تأسیس شده‌است.